# 阿廖湖 (別扎尼齊區)
56°50′58″N 29°29′29″E / 56.84944°N 29.49139°E

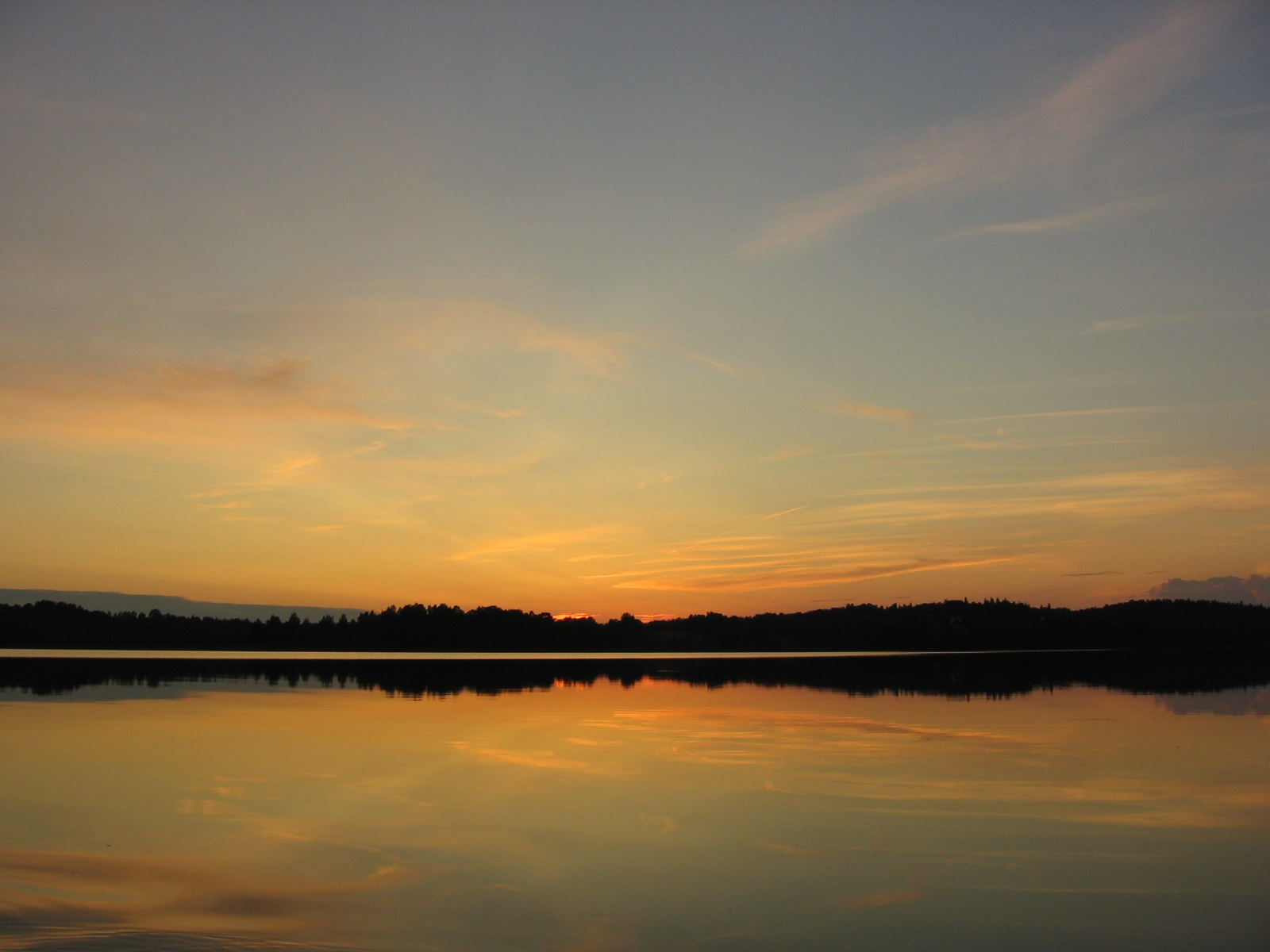

阿廖湖（俄语：Алё），是俄羅斯的湖泊，位於該國西北部，由普斯科夫州負責管轄，處於別扎尼齊區，面積13.9平方公里，集水區面積78.3平方公里，平均水深9米，最大水深27米。